# کیکو، شاهدخت آکی‌شینو
شاهدخت آکی‌شینو (به ژاپنی: 文仁親王妃紀子) (متولد ۱۱ سپتامبر ۱۹۶۶) همسر برادر امپراتور کشور ژاپن، فومی‌هیتو، شاهزاده آکی‌شینو است. او پس از مادرشوهرش، امپراتریس می‌چیکو، دومین فرد غیر اشرافی است که با خاندان امپراتوری وصلت کرده‌است. او با نام پرنسس کیکو هم شناخته می‌شود.

## زندگینامه
کیکو در شیزوئوکا در ژاپن به دنیا آمد. او بزرگترین دختر کازایو و تاتسوهی‌کو کاواشیما است. پدر او به عنوان پروفسور علوم اقصادی کار می‌کرد. در دوران کودکی، خانواده و دوستان صمیمی او، وی را "کیکی" صدا می زدند. او دوران کودکستان را در ایالات متحده آمریکا گذراند، زمانی که پدرش دکترای اقتصاد منطقه‌ای را از دانشگاه پنسیلوانیا دریافت نمود و بعد در آن جا به تدریس پرداخت. پرنسس کیکو دوران ابتدائی و دبیرستان را در وین، اتریش، گذراند موقعی که پدرش به عنوان محقق ارشد در مؤسسه بین‌المللی سیستم‌های کاربردی تجزیه و تحلیل مشغول به کار شد. در این حین پرنسس آینده در زبان‌های انگلیسی و آلمانی تخصص یافت. وی در برنامه جوانان آسیای جنوب شرقی در سال ۱۹۸۷ شرکت کرد و از این برنامه حمایت نمود. او مدرک کارشناسی خود را در رشته روانشناسی در سال ۱۹۸۹ دریافت نمود. کیکو متعاقباً تحصیلات خود را در زمینهٔ روانشناسی ادامه داد و در سال ۱۹۹۵ دکترای خود را در این زمینه دریافت نمود.
او در سال ۲۰۰۷ و از میان ۴۰۰۰ نامزد به عنوان یکی از مدیران جوان جهانی انتخاب شد.

## ازدواج

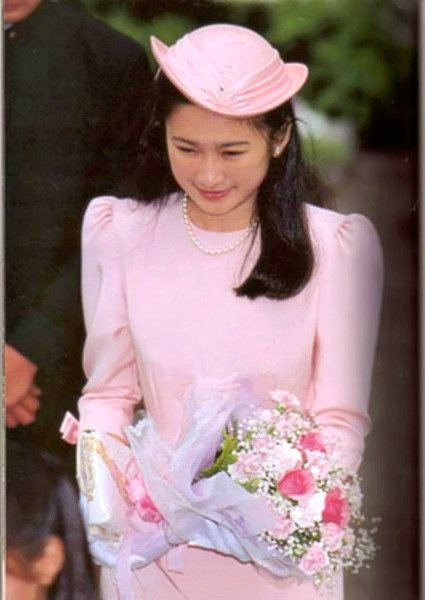
شاهدخت آکی‌شینو در سال ۱۹۹۰.

شاهزاده آکی‌شینو اولین بار درخواست خود را مبنی بر ازدواج با کیکو کاواشیما در ۲۶ ژوئن ۱۹۸۶ و زمانی که هر دو مشغول تحصیل در دانشگاه بودند مطرح کرد. سه سال بعد، شورای خاندان امپراتوری در ۱۲ سپتامبر ۱۹۸۹ زمان نامزدی را تعیین کردند و مراسم نامزدی در ۱۲ ژانویهٔ ۱۹۹۰ برگزار شد. مراسم عروسی در معبدی انحصاری در کاخ امپراتوری توکیو در ۲۹ ژوئن ۱۹۹۰ انجام گرفت. شورای سلطنتی خاندان امپراتوری قبلاً اجازهٔ تشکیل شاخهٔ جدیدی در خانوادهٔ امپراتوری را به شاهزاده فومی‌هیتو داده بودند و امپراتور در روز عروسی او، به وی لقب شاهزاده آکی‌شینو را اعطا کرد. با این ازدواج عروس او لقب والاحضرت امپراتوری شاهدخت آکی‌شینو را دریافت نمود که به‌طور معمول با نام پرنسس کیکو هم شناخته می‌شود.
ازدواج شاهزاده آکی‌شینو با کیکو کاواشیمای سابق، رسوم را در جهات مختلف شکست. اول این که در آن زمان داماد یک دانشجوی در حال تحصیل بود و قبل از برادر بزرگترش، ولیعهد ناروهیتو، ازدواج نمود. علاوه بر این، پرنسس اولین زنی بود که از یک خانوادهٔ متوسط با خانوادهٔ امپراتوری ازدواج می‌کرد. (هر چند امپراتریس می‌چیکو هم یک غیر اشرافی بود، با این حال او از یک خانوادهٔ بسیار ثروتمند بود؛ پدر او رئیس شرکتی بزرگ و کارخانهٔ پودرسازی در ژاپن بود.) به‌طور غیر معمول، نامزدی و ازدواج آن‌ها بر اساس عشق بود، نه بر اساس اجبار.
شاهدخت آکی‌شینو درسش را در زمینهٔ روان‌شناسی در دانشگاه و بین وظایف رسمی‌اش به اتمام رسانده و مدرک کارشناسی ارشد خود را در سال ۱۹۹۵ دریافت نمود. او به خاطر فعالیت در زمینهٔ مسائل ناشنوایان و ناشنوایی در ژاپن شناخته شده‌است. وی زبان اشارهٔ ژاپنی را آموخته و مترجم ماهر این زبان می‌باشد. او ماه اوت هر سال در "مسابقه سخنرانی زبان اشاره برای دانش آموزان دبیرستانی" و دسامبر هر سال در "مراسم تحسین مادران پرورش دهندهٔ کودکان با اختلال شنوایی" شرکت می‌کند. در اکتبر ۲۰۰۸، او در "سی و هشتمین کنفرانس ملی زنان ناشنوا" شرکت کرد. او همچنین در تجمعات رسمی ناشنوایان شرکت می‌کند.
پرنسس از پوکی استخوان نشانگان مجرای مچ دستی رنج می‌برد که با پرستاری از کودکان تشدید یافته و یکی از علائم شایع برای زنان میانسال است. دکتر وی این موضوع را در ۱۴ دسامبر ۲۰۰۷ اعلام کرد.

### فرزندان
از سال ۱۹۹۷، شاهزاده آکی‌شینو و پرنسس کیکو به همراه فرزندانشان قسمتی از کاخ آکاساکا را برای اقامتگاه اصلی خودشان در میناتو، توکیو انتخاب نموده‌اند. این زوج دو دختر و یک پسر دارند:
- شاهدخت ماکو (به ژاپنی: 眞子内親王)، متولد ۲۳ اکتبر ۱۹۹۱
- شاهدخت کاکو (به ژاپنی: 佳子内親王)، متولد ۲۹ دسامبر ۱۹۹۴
- شاهزاده هیساهیتو (به ژاپنی: 悠仁親王)، متولد ۶ سپتامبر ۲۰۰۶

## نقش عمومی
شاهدخت آکی‌شینو اغلب شوهرش را در طیف گسترده‌ای از رویدادهای رسمی در ژاپن همراهی می‌کند. این رویدادها شامل جشنواره ملی ورزش در تابستان و زمستان، روز تاکستان و مراسم فارغ التحصیلی مدارس می‌شود. این زوج همچنین با بازدیدکنندگان مهم از خارج و به منظور بهبود روابط دیپلماتیک دیدار می‌کنند.
شاهزاده و شاهدخت سفرهای متعددی به سایر کشورها داشته‌اند. در ژوئن ۲۰۰۲، آن‌ها اولین زوج از خانواده امپراتوری شدند که از مغولستان بازدید کردند تا در جشن سی امین سالگرد روابط دیپلماتیک حضور یابند. در اکتبر ۲۰۰۲، آن‌ها به هلند سفر کردند تا در مراسم تدفین شاهزاده کلاوس هلند شرکت کنند. در سپتامبر ۲۰۰۳، شاهزاده و شاهدخت بازدیدهایی مسالمت‌آمیز از فیجی، تونگا و ساموآ داشتند که این اولین بار بود که دو تن از اعضای خاندان امپراتوری از این کشورها بازدید کنند. در مارس ۲۰۰۴، این زوج به هلند بازگشتند تا در مراسم تدفین ملکه یویلیانا شرکت کنند. در ژانویهٔ ۲۰۰۵، آن‌ها به لوکزامبورگ سفر کردند تا در مراسم یادبود شارلوت، دوشس بزرگ لوکزامبورگ حضور یابند. در ژانویهٔ ۲۰۰۶، آن‌ها به اندونزی رفتند تا در مراسم بزرگداشت پنجاهمین سالگرد برقراری روابط دیپلماتیک بین ژاپن و جمهوری اندونزی شرکت کنند. از اکتبر تا نوامبر ۲۰۰۶، آن‌ها به پاراگوئه رفتند تا در مراسم بزرگداشت هفتادمین سالگرد مهاجرت ژاپنی‌ها به آن کشور حضور یابند.
شاهدخت آکی‌شینو همچنین وظیفهٔ پشتیبانی انجمن ضد سل ژاپن، را بعد از فوت ستسوکو، شاهدخت چیچیبو در ژوئن ۱۹۹۴ دریافت کرد. او همچنین نقش مهمی در انجمن صلیب سرخ ژاپن ایفا می‌کند.